# Lód IX

Diagram fazowy wody w szerokim zakresie ciśnień

Lód IX – tetragonalna odmiana lodu, stabilna w wąskim, pośrednim zakresie ciśnień (około 200 – 400 MPa) i niskiej temperaturze (poniżej -100 °C).

## Charakterystyka
Sieć krystaliczna takiego lodu ma strukturę keatytu. Wszystkie cząsteczki wody są połączone wiązaniami wodorowymi z czterema innymi. Wiązania wodorowe są w nim uporządkowane przestrzennie; odmiana polimorficzna tego lodu o nieuporządkowanych wiązaniach to lód III. Lód ten powstaje w wyniku ochładzania lodu III, z przemianą fazową I rzędu w 126 K (-147 °C). Ochładzanie musi być dostatecznie szybkie, aby uniknąć tworzenia lodu II, np. z użyciem ciekłego azotu. Lód IX może istnieć w stanie metastabilnym w obszarze stabilności lodu II i w wyniku ogrzania zamienia się w tę odmianę. Gęstość lodu IX jest większa od gęstości ciekłej wody i równa 1,16 g/cm³; względna przenikalność elektryczna jest znacznie mniejsza niż dla lodu heksagonalnego i równa 3,74.
Właściwości tej niskotemperaturowej odmiany lodu nie przypominają fikcyjnego lodu-9 opisanego w powieści Kocia kołyska Kurta Vonneguta.